# No Fun Aloud
No Fun Aloud är ett album av Glenn Frey, utgivet den 28 maj 1982 på skivbolaget Asylum Records. Albumet var Freys första soloalbum, två år efter att Eagles splittrats. Det är producerat av Glenn Frey, Allan Blazek och Jim Ed Norman.
Albumet nådde Billboardlistans 32:a plats.

## Låtlista
Singelplacering i Billboard inom parentes
1. "I Found Somebody" (Glenn Frey/Jack Tempchin) - 4:05 (#31)
2. "The One You Love" (Glenn Frey/Jack Tempchin) - 4:34 (#15)
3. "Partytown" (Glenn Frey/Jack Tempchin) - 2:57
4. "I Volunteer" (Jack Tempchin/Bill Bodine) - 4:06
5. "I've Been Born Again" (Don Davis/James Dean) - 4:36
6. "Sea Cruise" (Huey Smith/John Vincent) - 2:36
7. "That Girl" (Glenn Frey/Bob Seger) - 3:41
8. "All Those Lies" (Glenn Frey) - 4:43 (#41)
9. "She Can't Let Go" (Glenn Frey/Jack Tempchin) - 3:11
10. "Don't Give Up" (Glenn Frey/Jack Tempchin) - 4:48